# Jean-Martial Besse
Pour les articles homonymes, voir Besse.
 (février 2023).
Jean-Martial Besse, né le 29 octobre 1861 à Saint-Angel et mort le 26 juillet 1920 à Chevetogne), est un moine bénédictin, écrivain et historien français, auteur d'études savantes et d'essais politiques. Il est notamment célèbre pour avoir été le directeur spirituel d'écrivains catholiques tels que Joris-Karl Huysmans, Paul Claudel  et Georges Bernanos.

## Biographie
(février 2023).
- Si vous ne connaissez pas le sujet, laissez ce bandeau (vous pouvez alors contacter les auteurs).
- Si vous supprimez le contenu mis en cause (vous pouvez préalablement contacter les auteurs),

argumentez précisément cette suppression dans la page de discussion
(un manque de référence n'est pas un argument ; une recherche réelle de référence doit avoir été effectuée, être formellement documentée).
Jean Besse naît le 29 octobre 1861 à Saint-Angel, en Corrèze, Son père est aubergiste. À l'âge de 20 ans, il entre au noviciat chez les bénédictins de l'abbaye Saint-Pierre de Solesmes, dans la Sarthe. Deux ans plus tard, le 11 juillet, il fait sa profession sous le nom de Martial, en l'honneur de l'apôtre du Limousin. En 1885, ses supérieurs l'envoient à l'abbaye Saint-Martin de Ligugé, un monastère bénédictin du département de la Vienne fondé par l'ermite saint Martin en 361. À l'initiative du cardinal Pie, évêque de Poitiers, la vie monastique y avait été restaurée par Dom Prosper Guéranger à partir de 1853. Expulsés en 1880, les moines venaient d'être autorisés à rentrer.
Le 19 juin 1887, dom Besse est ordonné prêtre par l'évêque de Tulle. De 1890 à 1894, il est maître des novices à l'abbaye Saint-Martin de Ligugé. Dom Besse rencontre avec Joris-Karl Huysmans, qui est reçu oblat à l'abbaye. C’est à cette même période que se situe le séjour de Paul Claudel, que Dom Besse dissuade de devenir bénédictin, et que le peintre Jean-Louis Forain se convertit. Avec plusieurs frères de Ligugé, dom Besse est chargé de redonner vie au monastère normand de Saint-Wandrille, dont il est nommé supérieur. Son projet ambitieux n'aboutira pas. C'est dom Joseph Pothier, le restaurateur du chant grégorien en France, qui deviendra le nouvel abbé de l'abbaye de Saint-Wandrille en 1898.
En 1895, dom Besse est nommé en Espagne, à l'abbaye Saint-Dominique de Silos, qui appartient elle aussi à la congrégation de Solesmes. Le père abbé, dom Alphonse Guépin, poursuit son initiation aux études historiques. En 1897, il retrouve Ligugé et sa charge de sous-prieur et de maître des novices. En 1901, expulsés de France à la suite de la loi Waldeck-Rousseau contre les congrégations religieuses, les bénédictins de l'abbaye Saint-Martin de Ligugé, trouvent refuge à Chevetogne, en Belgique, où Dom Besse les suit.
En 1905, il fonde la Revue Mabillon, et suivront la Revue de l'Année liturgique, La vie de la paroisse puis La vie et les arts liturgiques. De 1910 à 1912, il signe régulièrement des chroniques religieuses et des recensions dans le quotidien L'Action française sous le pseudonyme de «Jehan». Titulaire de la chaire du Syllabus à l'Institut d'Action française, Dom Besse est lié à Charles Maurras et au mouvement néo-monarchiste français depuis 1906. Son militantisme politique actif dans les milieux royalistes lui vaut une mise en garde de Dom Hildebrand de Hemptinne, abbé-primat de la confédération bénédictine, à l’automne 1908 : «Sans doute nous devons nous intéresser aux questions politiques qui peuvent modifier d’une façon ou d’une autre les destinées d’un peuple, mais il ne faut pas s’en préoccuper trop. S. Benoît ne s’inquiétait pas beaucoup des hordes de barbares qui se succédaient comme les flots d’un torrent... Celui qui s’abandonne aux flots de la politique est entraîné avec les courants. Cela peut être une nécessité, un devoir pour le chrétien dans le monde, mais le moine, lui, doit travailler en silence à la conservation et au développement des bases nécessaires à toutes les civilisations. Je comprends très bien les principes monarchiques et je comprends aussi qu’on espère dans le retour à ces idées. Seulement ce n’est pas notre affaire de préparer des coups de main pour ramener la royauté. Il faut évangéliser avec patience et dignité».
En 1912, à Chevetogne, il encourage la vocation monastique de Marguerite Waddington-Delmas (de) et l'accompagne dans la démarche spirituelle qui conduira à la fondation à Paris des bénédictines de Sainte Bathilde. Le 13 octobre 1914, dom Besse, aumônier des Bénédictines de la rue Monsieur à Paris, célèbre le baptême d'André Charlier, alors âgé de 19 ans, qui s'apprêtait à être mobilisé et à partir pour le front. Le 11 mai 1917, il célèbre à Vincennes la messe de mariage de Georges Bernanos avec Jeanne Talbert d'Arc, descendante d'un frère de Jeanne d' Arc, qui lui donnera 6 enfants. La correspondance publiée du romancier contient une dizaine de lettres à dom Besse.
Le 26 juillet 1920, dom Besse meurt à Chevetogne, en Belgique, à l'âge de 59 ans.

## Publications
- Histoire d'un dépôt littéraire, l'abbaye de Silos, Desclée de Brouwer & Cie, 1897.
- D'où viennent les moines ?, Blond, 1901.
- Huysmans et la mystique traditionnelle, Librairie H. Oudin, 1902.
- Les bénédictins en France, Bloud, 1903.
- Les moines de l'Afrique romaine, IVe et Ve siècles, Bloud, 1903.
- Le ralliement, 1906.
- Les moines de l'ancienne France, 1906, prix du Baron-de-Courcel de l’Académie française en 1907.
- Église et monarchie, leçons faites à l'Institut d'Action française, chaire du «Syllabus», Jouve, 1910.
- Le catholicisme libéral, 1911.
- Aux catholiques de droite, Desclée de Brouwer & Cie, 1911.
- La question scolaire, Nouvelle librairie nationale, 1912.
- Le Syllabus, l'Église et les libertés, Nouvelle librairie nationale, 1913.
- Les Religions Laïques -Un romantisme religieux, Nouvelle Librairie Nationale, 1913.
- Les Oblats de Saint Benoît, Librairie de l'Art catholique, 1916.

#### Sources secondaires
- Paul Gordan, Mon vieil ami Bernanos, Cerf, 2002.
- Jean-Paul Besse, Dom Besse. Un bénédictin monarchiste, Éditions de Paris, 2005.
- Jacques Prévotat, « Dom Besse en son temps : sa vision du monde et de l'Église », Revue Mabillon, volume 16, Brepols, 2005.
- Sébastien Lapaque, Georges Bernanos encore une fois, L'Âge d'Homme/Les Provinciales, 1998 & Actes Sud, « Babel», 2002.

#### Sources primaires
- Joris-Karl Huysmans, En route, édition présentée, établie et annotée par Dominique Millet, Gallimard, « Folio classique », 1996.
- Georges Bernanos, Lettres à Dom Besse, 1917-1919, Archives de l' abbaye de Ligugé, Société des Amis de Georges Bernanos, Bulletin, no 11, juillet 1952.
- Joseph Daoust, Les débuts bénédictins de J.-K. Huysmans, Éditions de Fontenelle/Abbaye Saint Wandrille, 1950.
- Charles Maurras, « Le R. P. Dom Besse », dans Tombeaux, Nouvelle Librairie nationale, 1921 (lire en ligne), p. 313-318